# Пейчев, Георгий Иванович
Георгий Иванович Пейчев (24 апреля 1935, с. Вячеславка, Приморский район, Запорожская область, Украинская ССР — 4 апреля 2017, Запорожье, Украина) — советский и украинский организатор производства, главный инженер ЗМКБ «Прогресс» имени академика А. Г. Ивченко (1988—2015), лауреат Государственной премии УССР в области науки и техники (1988).

## Биография
Мать умерла после болезни, когда мальчику было всего полтора года. Отец, Иван Демьянович, работал трактористом и комбайнером. Большую часть курса среднего образования получал вечерами в школе рабочей молодежи.
В 1959 году окончил Запорожский машиностроительный институт по специальности «инженер-механик». В том же году начал трудовую деятельность в должности инженера-технолога на Луганском тепловозостроительном заводе, вскоре перешел в «Запорожское машиностроительное конструкторское бюро «Прогресс» имени академика А.Г. Ивченко».
С 1959 г. — инженер-технолог, с 1960 г. — старший инженер-технолог; затем — заместитель начальника цеха, начальник отдела технической подготовки производства, заместитель главного технолога, главный технолог, заместитель главного конструктора по опытному производству. С 1988 года — главный инженер — технический директор, а с 2007 — первый заместитель руководителя предприятия, главный инженер.
С 2001 по 2015 г. — заместитель генерального директора-главный инженер ЗМКБ «Прогресс» имени академика А. Г. Ивченко.
Похоронен на Капустяном кладбище в г.Запорожье.

## Научно-производственная деятельность
При его непосредственно участии разработаны и введены в эксплуатацию авиационные двигатели АИ-25, Д-36, Д-136, Д-18Т, Д-436Т1, ДВ-2, Д-27, АИ-222-25, а также двигатели Д-336 пяти модификаций для газоперекачивающих установок.
При его непосредственном участии был проведен значительный объем работ по освоению техпроцессов изготовления панелей шумоглушения двигателя Д-18Т. Углепластики, органопластики для усиления крупногабаритных оболочек, полимеросотопласты для панелей шумоглушения внедрены в серийное производство на АО «Мотор Сич» при изготовлении авиадвигателей Д-36, Д-18Т, Д-436ТП, Д-436-148, АИ-222-25. 

## Награды и звания
Государственная премия Украинской ССР в области науки и техники (1988) — за выполнение комплекса работ по разработке и внедрению полимерных композиционных материалов в конструкцию двигателей Д-36 и Д-18Т.